# منكسفة إهليلجية
منكسفة إهليلجية (الاسم العلمي:Eclipta elliptica) هي نوع من النباتات تتبع جنس المنكسفة من الفصيلة النجمية.